# Anagrafe delle biblioteche italiane
L'Anagrafe delle biblioteche italiane è un servizio volto a censire le biblioteche esistenti sul territorio italiano, coordinato dall'Istituto centrale per il catalogo unico delle biblioteche italiane e per le informazioni bibliografiche.
La base dati dell'Anagrafe presenta i dati principali di 13 941 biblioteche (come la tipologia, l'indirizzo, gli orari di apertura, i contatti, il patrimonio e i fondi disponibili, i servizi offerti...) e viene aggiornata periodicamente in base alle informazioni fornite dai partner e dai poli bibliotecari. Al servizio contribuiscono regioni, università, enti ecclesiastici e altre istituzioni culturali. I dati sono integrati all'interno del Servizio bibliotecario nazionale.
I dati dell'Anagrafe sono disponibili per il download in formato CSV, XML e JSON.

## Storia
L'Anagrafe delle biblioteche nacque agli inizi degli anni novanta come Progetto di censimento delle biblioteche in Italia, attraverso la creazione del Catalogo delle biblioteche d'Italia, un catalogo a stampa la cui pubblicazione è iniziata nel 1993 ed è terminata nel 2004.
Nel giugno 2011, l'ICCU e l'Ufficio nazionale per i beni culturali ecclesiastici stipularono un accordo di collaborazione per l'integrazione e il riversamento periodico dei dati dell'Anagrafe degli Istituti culturali ecclesiastici all'interno dell'Anagrafe delle biblioteche italiane.
Sempre nel 2011 è stato realizzato un software open source per facilitare l'aggiornamento, la gestione e la trasmissione dei dati delle biblioteche a livello regionale e nazionale. Nel marzo 2012, l'ICCU ha sottoscritto il primo accordo per l'utilizzo di questo software con la Regione Campania.
Il 6 marzo 2013 è stato pubblicato l'attuale sito dell'Anagrafe, basato su OpenCms.